# Francesca Ragazzi
Francesca Ragazzi (...) è un'editrice italiana e dal 2021 è caporedattrice di Vogue Italia.

## Biografia
Nata a Bologna, figlia di Paola Villa, ex modella, e Maurizio Ragazzi, giocatore di basket. Si è laureata in lettere moderne all'Università Sorbona di Parigi.